# 小宮山せりな
小宮山 せりな（こみやま せりな、1988年5月24日 - ）は、埼玉県出身のAV女優、ストリッパー。ファイブプロモーション所属。

## 経歴
- 2011年4月20日、プレステージより『深夜酔淫 6』でAV女優デビューした。
- 2011年6月1日、新宿ニューアートにてストリッパーデビュー[1]。

## 人物
- ストリップの特技はエアリアル・シルク（Aerial silk）。

## AV作品
- 2011年4月20日、プレステージより『深夜酔淫 6』
- 2011年4月22日、クリスタル映像より『高級ソープへいらっしゃい 29』
- 2011年6月4日、SWITCHより『若くて可愛い看護師達が多い病院に入院したらジイさんばかりで勃起チ○ポは俺一人』
- 2011年8月12日、クリスタル映像より『ディープレズビアン ～秘め百合姉妹～ 2.』
- 2011年8月26日、アテナ映像より『カクテル新商品のモニターで、酔った女性にボッキしたチン○を見せつけたら… 2』
- 2011年10月15日、未来フューチャーより『美人秘書 容赦ないM男いじり 小宮山せりな』

- 2012年1月5日、未来フューチャーより『痴女エステティシャンに前立腺、アナル責めされながら手コキされ思わず発射して潮まで吹いた客. 』

- 2012年3月15日、ジャネスより『キレイなお姉さんの背後から寸止め手コキ.』
- 2012年4月5日、ジャネスより『ガニ股de指入れオナニー』
- 2012年5月15日、ジャネスより『四つん這いで竿を後ろにされゆっくりアナル舐められスッポンチ○ポしゃぶりで口内発射』
- 2012年8月15日、未来フューチャーより『JKギャルズ ダンス Over 2.』